# Ava Lord
Pour les articles homonymes, voir Lord.
Ava Lord est un personnage de fiction de la bande dessinée Sin City créée par Frank Miller.
Elle apparaît dans le tome 2 de la série Sin City intitulé J'ai tué pour elle.

## Biographie
Ava Lord est une femme fatale qui se sert de ses charmes pour assouvir ses ambitions personnelles. Elle fait faire à des hommes son « sale boulot » en les manipulant pour ne pas se salir les mains. Elle conduira de nombreux hommes au meurtre, au suicide et à d'autres ignominies.

## Cinéma
Le tome où le personnage apparaît sera adapté dans Sin City : J'ai tué pour elle (Sin City: A Dame to Kill For) de Frank Miller et Robert Rodriguez en 2013. Le 29 janvier 2013, Robert Rodriguez annonce que l'actrice Eva Green a été choisie pour ce rôle,.